# Sottogruppo di minerali
Il sottogruppo di minerali o serie di minerali, secondo la proposta dell'IMA, è una suddivisione di sesto livello nella classificazione dei minerali. Si usa per raggruppare minerali appartenenti a serie omologhe o serie polisomatiche, quando non rientrano strettamente nei criteri di definizione di un gruppo. Nelle varie classificazioni mineralogiche spesso si è usato il termine sottogruppo al posto di gruppo in particolare quando si è utilizzato il termine gruppo per indicare una suddivisione di quarto livello.